# ماكس ميرني
ماكس ميرناي (بلغة روسيا البيضاء:Максім Мірны), وتنطق:ماكسيم ميرناي. لاعب كرة مضرب, لعب في بطولات الزوجي مع روجيه فيدرير وفاز ثلاثة مرات ومرتين وصافة مع روجيه.

## روابط خارجية
- ماكس ميرني على موقع رابطة محترفي التنس (الإنجليزية)
- ماكس ميرني على موقع الاتحاد الدولي لكرة المضرب (الإنجليزية)
- ماكس ميرني على موقع كأس ديفيز (الإنجليزية)
- ماكس ميرني على موقع خلاصة التنس.كوم (الإنجليزية)
- ماكس ميرني على موقع إي إس بي إن.كوم (الإنجليزية)
- ماكس ميرني على موقع اللجنة الأولمبية الدولية (الإنجليزية)
- ماكس ميرني على موقع أوليمبيديا (الإنجليزية)